# Szabad Földműves
Szabad Földműves (Roľnícke noviny) csehszlovákiai magyar hetilap 1950-1990 között.
1950. március 15-én jelent meg először. Előbb mezőgazdasági szak- és szövetkezeti hetilap, majd 1951-től a csehszlovákiai magyar dolgozó parasztok hetilapja, 1960-tól a mezőgazdasági dolgozók lapja. 1959–1964 között csak kéthetente jelent meg.
1953-tól a Földművelésügyi Megbízott Hivatal adta ki, 1956-tól a Földművelésügyi és Erdőgazdasági Megbízott Hivatal, 1959-től a Mező- és Erdőgazdasági Megbízott Hivatal. A szövetkezetesítés és a nagyüzemi gazdálkodás támogatása mellett szakmai tanácsadással foglalkozó rovatai is voltak, például méhészet, vadászat, horgászat, kertészet, kisállattenyésztés.
Utódlapja a Szabad Földműves Újság volt.

## Főszerkesztői
- 1950 Kugler János
- 1951 Major Sándor
- 1961 Pathó Károly
- 1981-1990 Bara László